# Apomecyna sarasinorum
Apomecyna sarasinorum är en skalbaggsart som beskrevs av Heller 1915. Apomecyna sarasinorum ingår i släktet Apomecyna och familjen långhorningar.
Artens utbredningsområde är Sulawesi. Inga underarter finns listade i Catalogue of Life.